# Monchetundraïta
La monchetundraïta és un mineral de la classe dels sulfurs. Rep el nom de la localitat tipus, la intrusió de Monchetundra, a Rússia.

## Característiques
La monchetundraïta és un tel·lurur de fórmula química Pd₂NiTe₂. Va ser aprovada com a espècie vàlida per l'Associació Mineralògica Internacional l'any 2019. Cristal·litza en el sistema ortoròmbic.
L'exemplar que va servir per a determinar l'espècie, el que es coneix com a material tipus, es troba conservat a les col·leccions del Museu d'Història Natural de Londres (Anglaterra), amb el número de catàleg: bm2019,2.

## Formació i jaciments
Va ser descoberta al borehole 1819 del dipòsit de Monchetundra, a l'óblast de Múrmansk (Rússia), on es troba en forma de grans euèdrics, de fins a unes 20 μm, fent intercreixements amb kotulskita i pentlandita. Es tracta de l'únic indret de tot el planeta on ha estat descrita aquesta espècie mineral.